# Llano de Con
Llano de Con (en asturiano y oficialmente: Llanu) es un lugar que pertenece a la parroquia de Mestas de Con en el concejo de Cangas de Onís (Principado de Asturias). Se encuentra a 180 m s. n. m. y está situada a 13 km de la capital del concejo, la ciudad de Cangas de Onís. 

## Población
En 2020 contaba con una población de 66 habitantes (INE, 2020) repartidos en un total de 70 viviendas (SADEI, 2010).